# Gladys Woodruff
Gladys Woodruff fue una tenista argentina que estuvo entre las mejores cinco de su país entre 1930 y 1933 inclusive. Su mejor puesto fue cuarta en 1933.
Fue ganadora en una oportunidad del Campeonato del Río de la Plata, en la edición de 1933, en la que derrotó en la final a Analía Obarrio de Aguirre por 6-1, 6-8 y 7-5.
En la modalidad de dobles femenino del mismo torneo, fue finalista en 1935. Formó dupla con Leonilda Giusti y perdieron la final ante Lía Duffy y Delia Balli de Caimi Garmendia por 6-4 y 6-4.